# Llengües gal·loromàniques
Les llengües gal·loromàniques són un grup de llengües romàniques (descendents del llatí vulgar) que es localitzen a l'antiga Gàl·lia.
Segons la classificació tradicional, aquest grup de llengües és dividit en dos grups:
Les llengües d'Oïl i la d'Òc.
Les llengües d'oïl es caracteritzen pel fet que antigament utilitzaven l'adverbi afirmatiu oïl.
En són exemples el francès, el való, el picard, el normand i l'arpità.
La llengua d'òc és l'occità, ja que utilitza com adverbi afirmatiu òc.
Les llengües gal·loitaliques i les retoromàniques en un sentit més ampli són també considerades gal·loromàniques.
El català també es va incloure tradicionalment dins aquest tipus de llengües. Malgrat això, classificacions lingüístiques més modernes inclouen l'occità i el català dins el grup de les llengües occitanoromàniques.
El gal·loromanisme del català ressalta davant la presència d'equivalències com les que segueixen: glop; dallar/dalhar; talent; julivert/jolverd; nebot; fiçó/fisson; empeltar/empeutar; suc/chuc; xapar/chapar; tustar; rampoina/rampònha, rampòina; esma/èsme, èime; bocagròs; lletraferit/letraferit; culcosit/cuolcosit, cuolcosut; tabustar, tabuixar/tabustar, tabussar; biaix/biais; foll/fòl (gos foll/gos fòl); fonyar/fonhar; record/recòrd; regòrd 'anyell tardà'; rai (interjecció); els sinònims de 'vegada' (vegada, volta/vòlta, vòuta, cop/còp, viatge), etc. (Le Dû, Le Berre i Brun-Trigaud 2005; recerca personal). I la nombrosa fraseologia: al bell mig/al bèl mièg; mig figa-mig raïm/ n'estre ni figo ni rasin [n'èstre ni figa ni rasim]; són figues d'un altre paner/acò's de figo d'un autre panié [aquò's de figas d'un autre panier] (Mistral) [cast. ser harina de otro costal]; no tenir ni suc ni bruc 'no tenir substància o gràcia'; n'a ni chuc ni muc 'ni goût ni saveur, il est sans valeur' (Alibert 1966); té les mans foradades/a li man traucado [a lei mans traucadas] «c'est un panier percé, un prodigue» (Mistral); esser com ets ases d'Artà, que en veure es bast ja suen (DCVB)/l'ase de Rigaud: suso en vesènt lou bast [l'ase de Rigaud, susa en vesent lo bast] (Mistral). No s'allibera de tals igualacions la paremiologia meteorològica, amb estructures molt semblants (vegeu Mistral): cel rogent, pluja o vent/occ. cèu rougen, plueio o vènt [cèu rogent, plueja o vent]; abril no et llevis un fil/occ. en abrieu, quites pas un fièu [en abriu, quites pas un fiu]; quan el març no marceja, abril abrileja/occ. març marçolege, abriu abriulege.

## Llista de llengües considerades gal·loromàniques
- arpità

### Llengües d'oïl
- borgonyó
- berrichon
- franc-comtès
- francès
- galó
- lorenès
- normand
- picard
- poiteví-saintongès
- való
- xampanyès
- angevin-mayennès

### Llengües gal·loitàliques
- emilià-romanyol
- lígur
- llombard
- piemontès

### Llengües retoromàniques
- romanx
- ladí
- furlà

### Llengües occitanoromàniques
- occità
- català
- aragonés